# Czeczersk
Czeczersk, Czaczersk (białorus. Чачэрск) – miasto na Białorusi w obwodzie homelskim. Stolica administracyjna rejonu czeczerskiego. 8 tys. mieszkańców (2010).
Miasto znajduje się w obszarze, który został silnie skażony przez opad promieniotwórczy związany z Katastrofą w Czarnobylu.
Miasto królewskie położone było w końcu XVIII wieku w starostwie niegrodowym czeczerskim w powiecie rzeczyckim województwa mińskiego.
Podczas okupacji hitlerowskiej, we wrześniu 1941 roku Niemcy utworzyli getto dla żydowskich mieszkańców. Skupili tam również Cyganów. Przebywało w nim około 500 osób. 28 grudnia 1941 roku Niemcy zlikwidowali getto, a Żydów i Cyganów zamordowali w okolicznych rowach przeciwczołgowych. Sprawcami zbrodni było Gestapo z Homla oraz białoruska policja. 
W Czeczersku znajduje się zabytkowy neogotycki ratusz oraz osiemnastowieczna klasycystyczna cerkiew Przemienienia Pańskiego.
Zbudowany w końcu XVIII wieku katolicki kościół jezuitów pw. św. Trójcy został zburzony w okresie ZSRR.

## Ludzie urodzeni w Czeczersku
- Wiktor Gzowski (1888–1940) – major piechoty Wojska Polskiego
- Wacław Kluczyński (1890–1951) – pułkownik piechoty Wojska Polskiego, długoletni dowódca 69 pułku piechoty w Gnieźnie

## Galeria

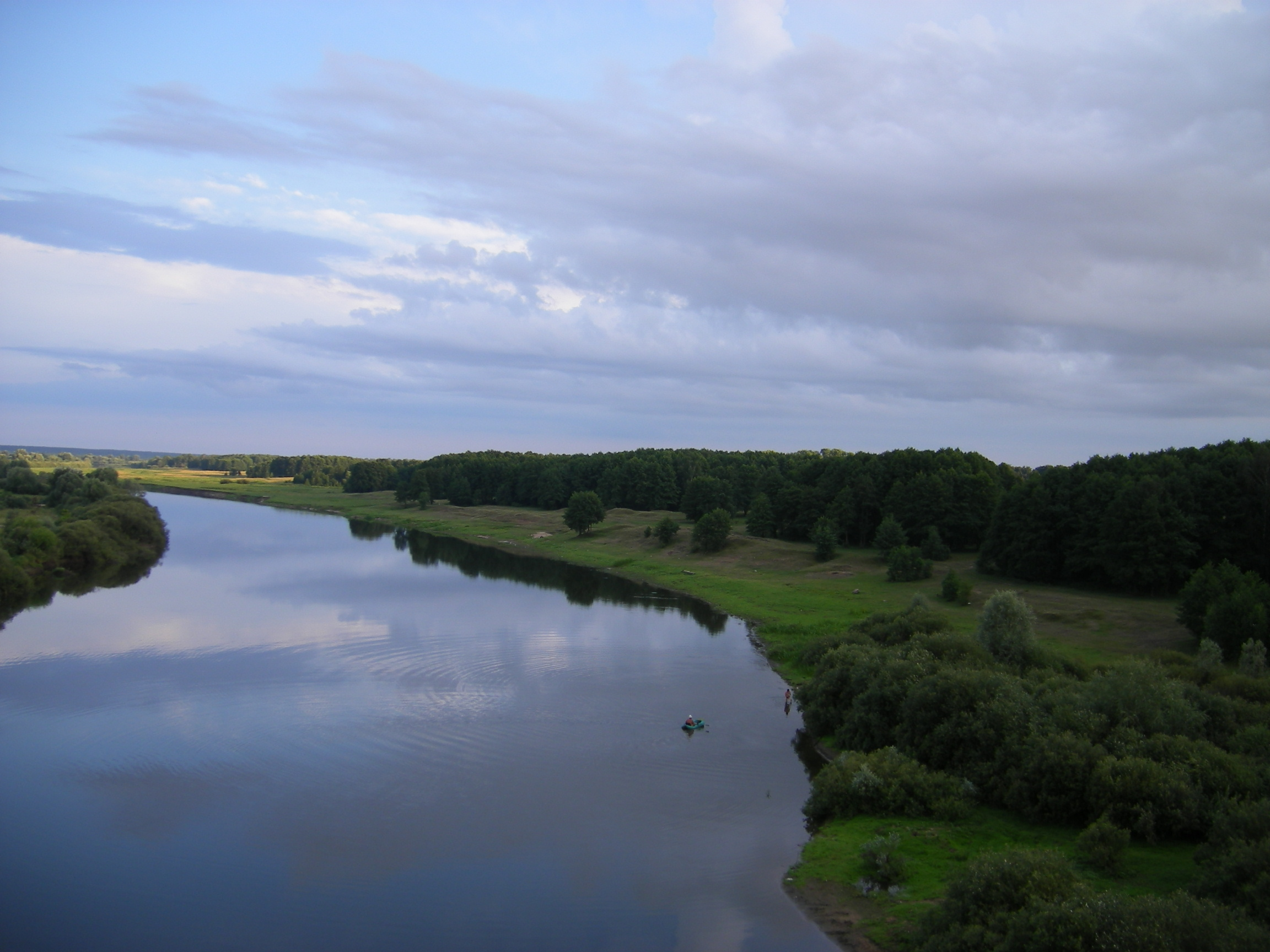
Rzeka Soż
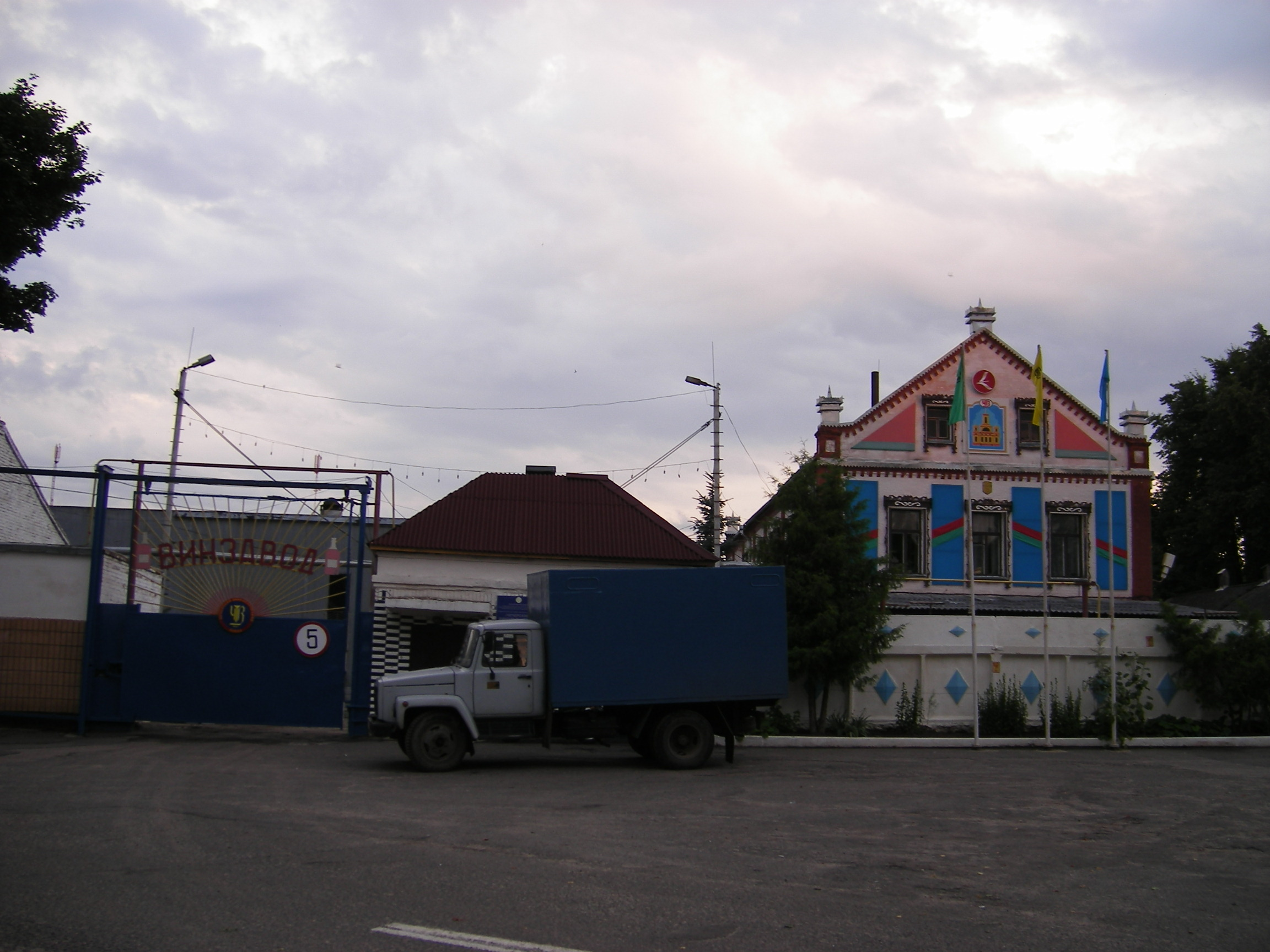
Wytwórnia wina
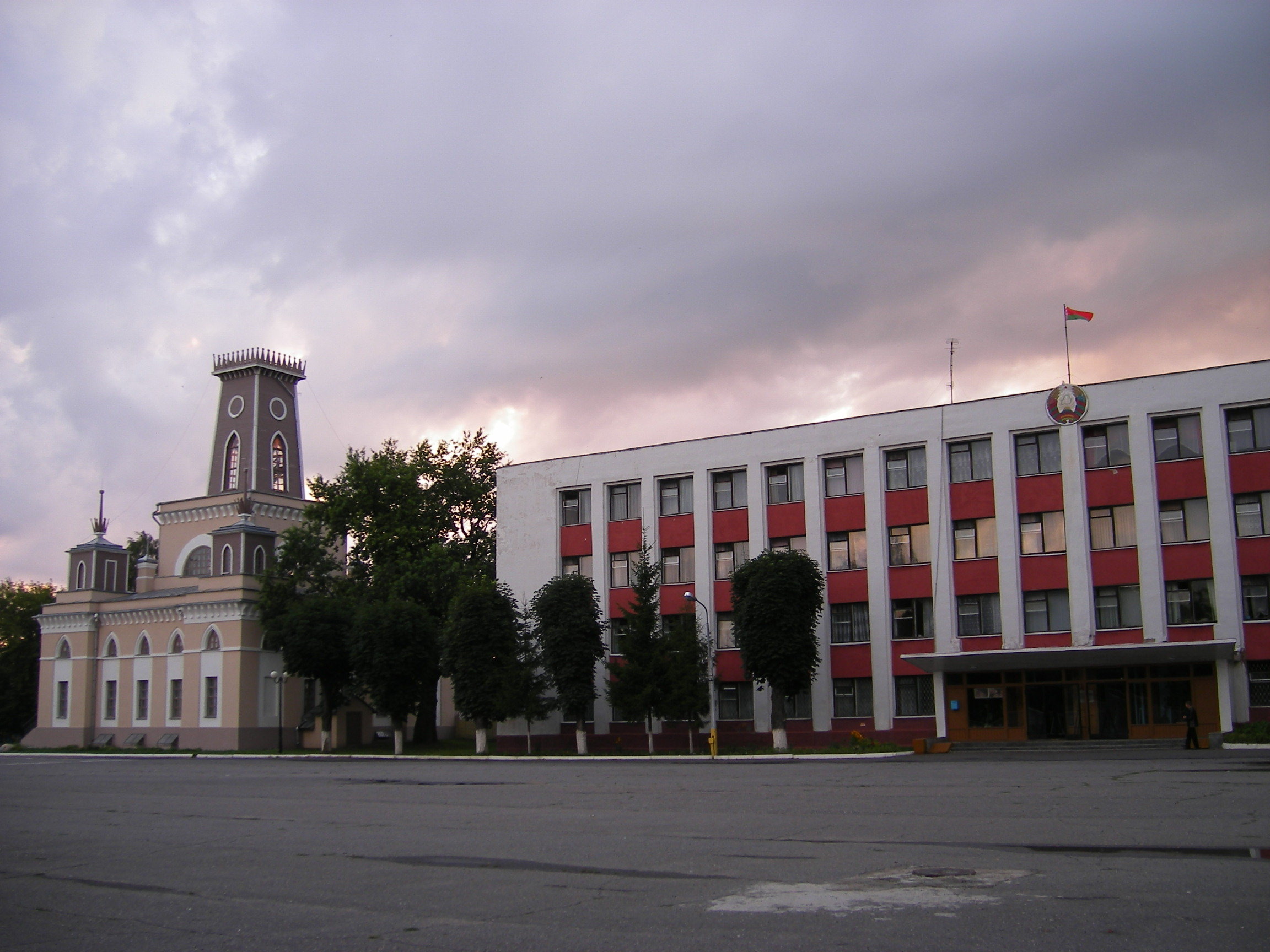
Budynek administracji rejonu
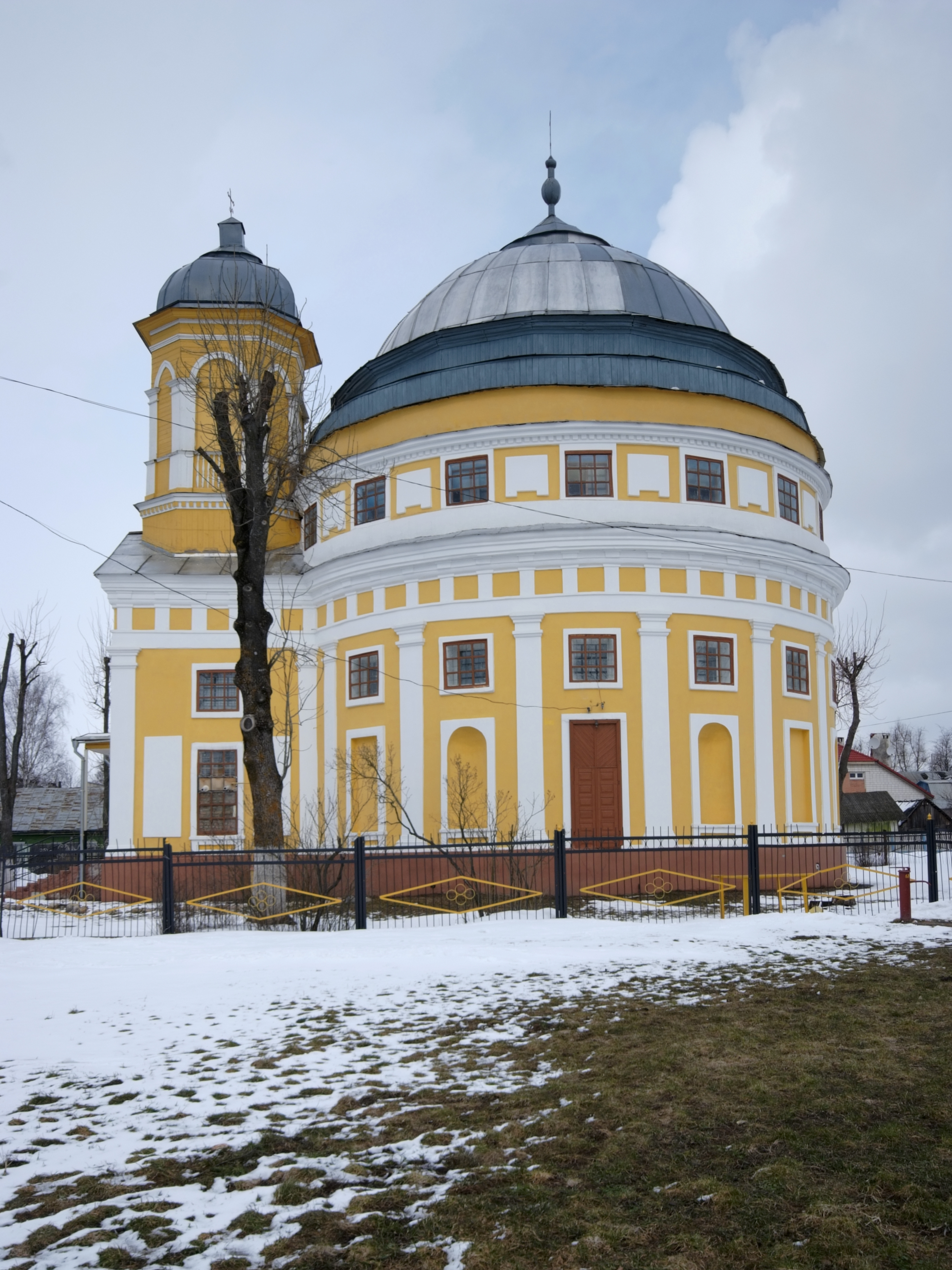
Cerkiew Przemienienia Pańskiego